# Esclavitud a l'Imperi Romà d'Orient

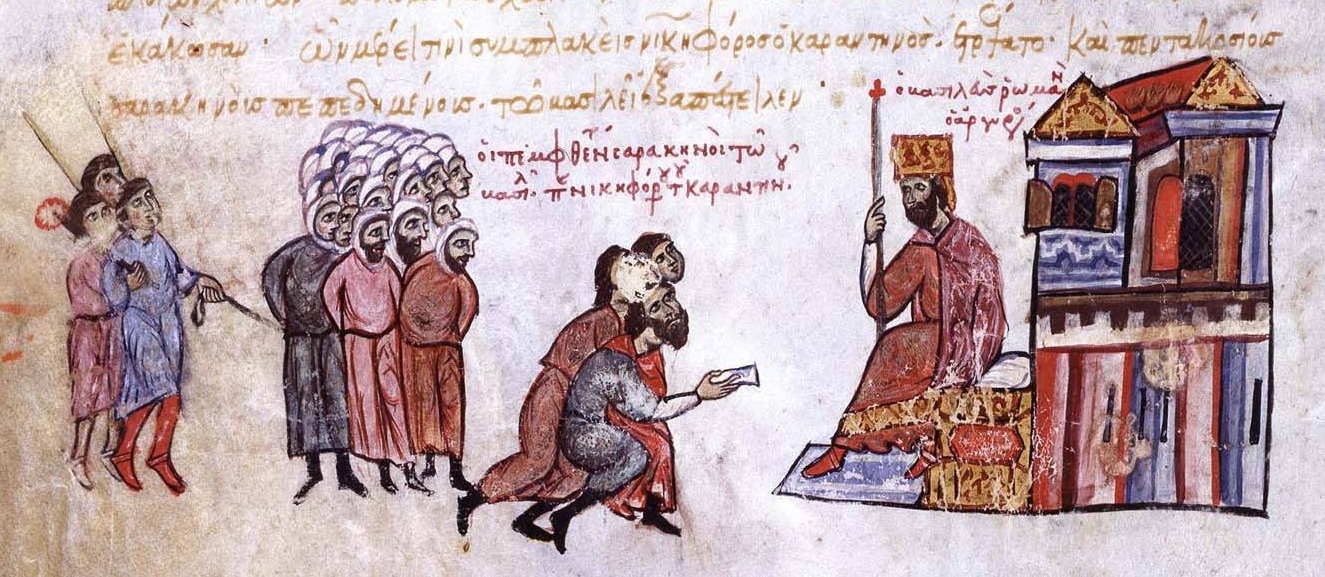
Els captius àrabs són portats davant l'emperador Romà III.

L'esclavitud en l'Imperi Romà d'Orient va ser amplament estesa i habitual al llarg de tota la seva història. L'esclavitud ja havia estat comuna a la Grècia Clàssica i durant l'Imperi Romà més primerenc. Les campanyes militars i expansió de l'imperi en el segle x van proporcionar un gran nombre d'esclaus.